# Keisei Narita-Flughafenlinie
| Streckenverlauf |                      |                                            |                                            |
| Spurweite: | 1435 mm (Normalspur) |                                            |                                            |
| Stromsystem: | 1.500 V =            |                                            |                                            |
| Streckengeschwindigkeit: | 160 km/h             |                                            |                                            |
| |                      |                                            |                                            |
| \| \| \| Keisei-Ueno \| \| \| \| \| Keisei-Hauptlinie \| \| \| \| \| Nippori \| \| \| \| \| ←Keisei: Oshiage-Linie \| \| \| \| \| Aoto \| \| \| \| 0,0 \| Keisei-Takasago \| Keisei-Takasago \| \| \| \| Keisei: Kanamachi-Linie→ \| \| \| \| \| Keisei-Bahnbetriebswerk \| \| \| \| \| ←Keisei-Hauptlinie \| \| \| \| 1,3 \| Shin-Shibamata \| Shin-Shibamata \| \| \| \| \| \| \| \| 3,2 \| Yagiri \| Yagiri \| \| \| 4,7 \| Kita-Kokubun \| Kita-Kokubun \| \| \| \| \| \| \| \| \| \| \| \| \| 6,2 \| Akiyama \| Akiyama \| \| \| \| \| \| \| \| 7,5 \| Higashi-Matsudo \| Higashi-Matsudo \| \| \| \| ←JR East: Musashino-Linie→ \| \| \| \| 8,9 \| Matsuhidai \| Matsuhidai \| \| \| 10,4 \| Ōmachi \| Ōmachi \| \| \| \| Shin-Keisei: Shin-Keisei-Linie→ \| \| \| \| \| Kita-Hatsutomi \| \| \| \| \| \| \| \| \| \| \| \| \| \| 12,7 \| Shin-Kamagaya \| Shin-Kamagaya \| \| \| \| ←Tōbu: Noda-Linie→ \| \| \| \| \| ←Shin-Keisei: Shin-Keisei-Linie \| \| \| \| 15,8 \| Nishi-Shiroi \| Nishi-Shiroi \| \| \| 17,8 \| Shiroi \| Shiroi \| \| \| 19,8 \| Komuro \| Komuro \| \| \| 23,8 \| Chiba New Town Chūō \| Chiba New Town Chūō \| \| \| 28,5 \| Inzai-Makinohara \| Inzai-Makinohara \| \| \| \| Hokusō-Bahnbetriebswerk \| \| \| \| 32,3 \| Inba-Nihon-Idai \| Inba-Nihon-Idai \| \| \| 40,7 \| Narita-Yukawa \| Narita-Yukawa \| \| \| \| ←JR East: Narita-Linie (Abiko-Abzweig)→ \| \| \| \| \| ←JR East: Narita-Linie→ \| \| \| \| \| ←JR East: Narita-Linie (Flughafen-Abzweig) \| \| \| \| \| \| \| \| \| \| \| \| \| \| \| Keisei-Higashi-Narita-Linie \| \| \| \| 50,4 \| Flughafen Narita Terminal 2 \| Flughafen Narita Terminal 2 \| \| \| \| Higashi-Narita \| \| \| \| \| Shibayama Tetsudō-Linie→ \| \| \| \| 51,4 \| Flughafen Narita \| Flughafen Narita \| |                      |                                            |                                            |
| Kopfbahnhof Streckenanfang (im Tunnel) |                      | Keisei-Ueno                                | Keisei-Ueno                                |
| Tunnelende |                      | Keisei-Hauptlinie                          | Keisei-Hauptlinie                          |
| Bahnhof |                      | Nippori                                    | Nippori                                    |
| Abzweig geradeaus und von rechts |                      | ←Keisei: Oshiage-Linie                     | ←Keisei: Oshiage-Linie                     |
| Bahnhof |                      | Aoto                                       | Aoto                                       |
| Bahnhof | 0,0                  | Keisei-Takasago                            | Keisei-Takasago                            |
| Abzweig geradeaus und nach links |                      | Keisei: Kanamachi-Linie→                   | Keisei: Kanamachi-Linie→                   |
| Abzweig geradeaus und nach links · Betriebs-/Güterbahnhof Streckenende und quer |                      | Keisei-Bahnbetriebswerk                    | Keisei-Bahnbetriebswerk                    |
| Abzweig geradeaus und nach rechts |                      | ←Keisei-Hauptlinie                         | ←Keisei-Hauptlinie                         |
| Haltepunkt / Haltestelle | 1,3                  | Shin-Shibamata                             | Shin-Shibamata                             |
| Tunnelanfang |                      |                                            |                                            |
| Haltepunkt / Haltestelle (im Tunnel) | 3,2                  | Yagiri                                     | Yagiri                                     |
| Haltepunkt / Haltestelle (im Tunnel) | 4,7                  | Kita-Kokubun                               | Kita-Kokubun                               |
| Tunnelende |                      |                                            |                                            |
| Tunnelanfang |                      |                                            |                                            |
| Haltepunkt / Haltestelle (im Tunnel) | 6,2                  | Akiyama                                    | Akiyama                                    |
| Tunnelende |                      |                                            |                                            |
| Turmbahnhof geradeaus oben | 7,5                  | Higashi-Matsudo                            | Higashi-Matsudo                            |
| Strecke |                      | ←JR East: Musashino-Linie→                 | ←JR East: Musashino-Linie→                 |
| Haltepunkt / Haltestelle | 8,9                  | Matsuhidai                                 | Matsuhidai                                 |
| Haltepunkt / Haltestelle | 10,4                 | Ōmachi                                     | Ōmachi                                     |
| Strecke von links · Kreuzung geradeaus oben |                      | Shin-Keisei: Shin-Keisei-Linie→            | Shin-Keisei: Shin-Keisei-Linie→            |
| Haltepunkt / Haltestelle · Strecke |                      | Kita-Hatsutomi                             | Kita-Hatsutomi                             |
| Abzweig geradeaus und ehemals nach links · Kreuzung geradeaus oben (Querstrecke außer Betrieb) · Strecke von rechts (außer Betrieb) |                      |                                            |                                            |
| Strecke |                      |                                            |                                            |
| Turmbahnhof geradeaus oben · Turmbahnhof geradeaus oben · Strecke quer | 12,7                 | Shin-Kamagaya                              | Shin-Kamagaya                              |
| Strecke · Strecke |                      | ←Tōbu: Noda-Linie→                         | ←Tōbu: Noda-Linie→                         |
| Strecke nach rechts · Strecke |                      | ←Shin-Keisei: Shin-Keisei-Linie            | ←Shin-Keisei: Shin-Keisei-Linie            |
| Haltepunkt / Haltestelle | 15,8                 | Nishi-Shiroi                               | Nishi-Shiroi                               |
| Haltepunkt / Haltestelle | 17,8                 | Shiroi                                     | Shiroi                                     |
| Haltepunkt / Haltestelle | 19,8                 | Komuro                                     | Komuro                                     |
| Bahnhof | 23,8                 | Chiba New Town Chūō                        | Chiba New Town Chūō                        |
| Haltepunkt / Haltestelle | 28,5                 | Inzai-Makinohara                           | Inzai-Makinohara                           |
| Betriebs-/Güterbahnhof Streckenanfang und quer · Abzweig geradeaus und nach rechts |                      | Hokusō-Bahnbetriebswerk                    | Hokusō-Bahnbetriebswerk                    |
| Bahnhof | 32,3                 | Inba-Nihon-Idai                            | Inba-Nihon-Idai                            |
| Bahnhof | 40,7                 | Narita-Yukawa                              | Narita-Yukawa                              |
| Strecke quer · Kreuzung geradeaus oben · Strecke quer |                      | ←JR East: Narita-Linie (Abiko-Abzweig)→    | ←JR East: Narita-Linie (Abiko-Abzweig)→    |
| Strecke quer · Kreuzung geradeaus oben · Strecke quer |                      | ←JR East: Narita-Linie→                    | ←JR East: Narita-Linie→                    |
| Strecke quer · Kreuzung geradeaus oben · Strecke von rechts |                      | ←JR East: Narita-Linie (Flughafen-Abzweig) | ←JR East: Narita-Linie (Flughafen-Abzweig) |
| Strecke von rechts · Tunnelanfang · Tunnelanfang |                      |                                            |                                            |
| Tunnelanfang · Strecke (im Tunnel) · Strecke (im Tunnel) |                      |                                            |                                            |
| Strecke (im Tunnel) |                      | Keisei-Higashi-Narita-Linie                | Keisei-Higashi-Narita-Linie                |
| Strecke (im Tunnel) · Bahnhof (im Tunnel) · Bahnhof (im Tunnel) | 50,4                 | Flughafen Narita Terminal 2                | Flughafen Narita Terminal 2                |
| Strecke (im Tunnel) · Strecke (im Tunnel) |                      | Higashi-Narita                             | Higashi-Narita                             |
| Strecke nach links (im Tunnel) · Kreuzung mit Tunnelstrecke (im Tunnel) · Kreuzung mit Tunnelstrecke (im Tunnel) |                      | Shibayama Tetsudō-Linie→                   | Shibayama Tetsudō-Linie→                   |
| Kopfbahnhof Streckenende (im Tunnel) · Kopfbahnhof Streckenende (im Tunnel) | 51,4                 | Flughafen Narita                           | Flughafen Narita                           |

Die Eisenbahnstrecke Keisei Narita-Flughafenlinie (jap. 京成成田空港線, Keisei Narita-Kūkō-sen) verbindet den Bahnhof Keisei-Takasago mit dem Flughafenbahnhof am Flughafen Tokio-Narita. Die Strecke wird von der privaten Keisei Dentetsu betrieben, die die neue Strecke unter dem Namen Narita Sky Access (jap. 成田スカイアクセス, Narita sukai akusesu) vermarktet.

## Geschichte
Als mit dem Bau des Flughafens Tokio-Narita begonnen wurde, unterhielt die Keisei Dentetsu mit der Keisei-Hauptlinie bereits eine Verbindung von Ueno zum Stadtzentrum Narita (circa acht km vom Flughafen entfernt). 

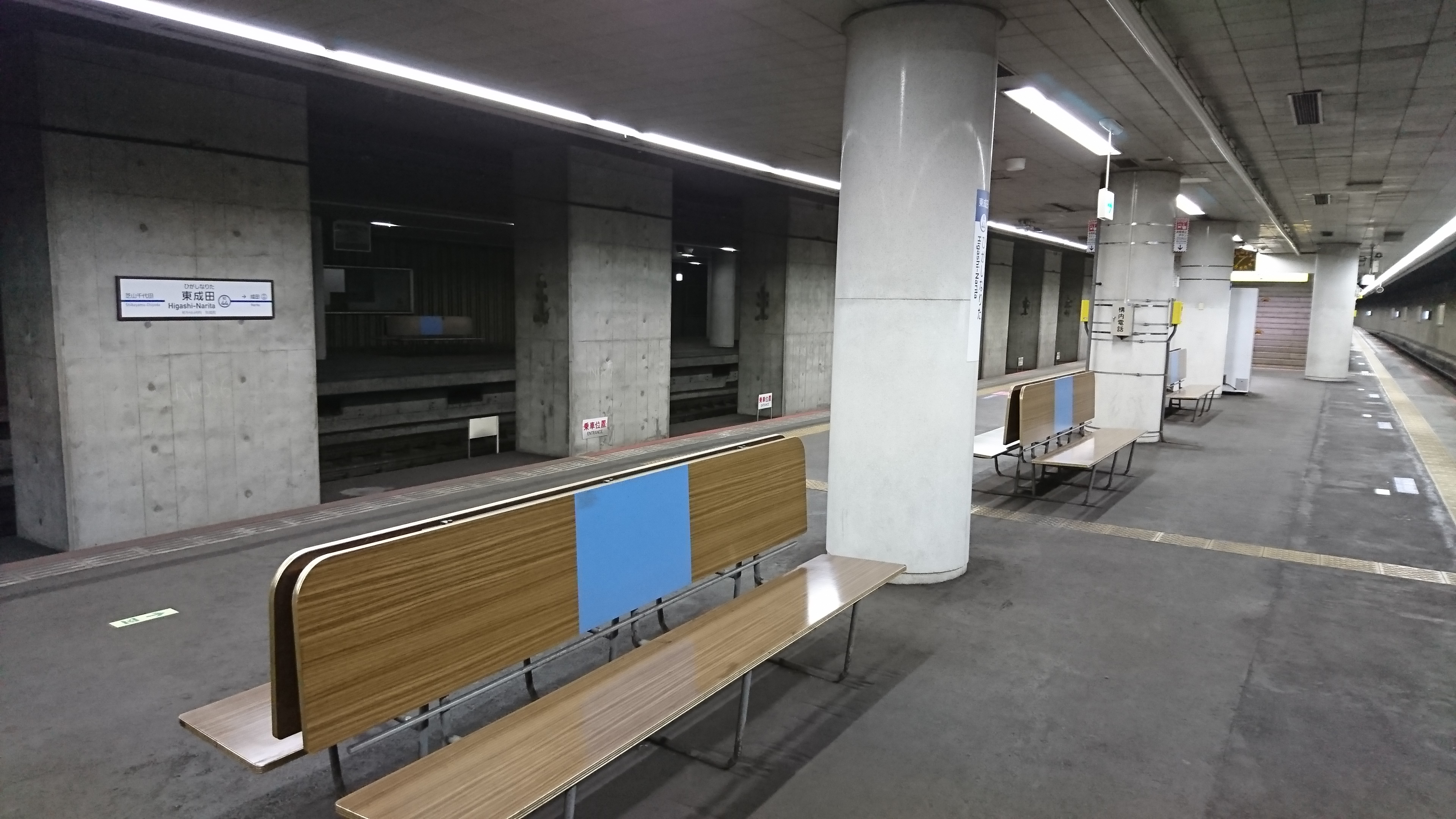
Der erste Flughafenbahnhof von 1972, heute Higashi-Narita, mit zwei von vier Gleisen im Betrieb

 Sie errichtete daher zwischen 1970 und 1972 einen circa 7,2 km langen Abzweig zum heutigen Bahnhof Higashi-Narita, der den neuen Flughafen unterirdisch anband. Der Bahnhof war allerdings zwischen den beiden Terminals 1 und 2 errichtet worden, was das Skyliner-Angebot von Keisei bei den Fahrgästen auf Grund des erforderlichen Umstiegs auf Busse am Flughafen unbeliebt machte.
Pläne der Japanischen Staatsbahn (JNR), den Flughafen mit der Narita-Shinkansen an Tokio anzubinden, scheiterten am Widerstand der ansässigen Bevölkerung und der extremen Verschuldung der Staatsbahn. Nach der Privatisierung und Aufspaltung von JNR wurden die errichteten Bauvorleistungen an die Narita Airport Rapid Railway Co., Ltd. überschrieben, einem Joint-Venture von JR East und Keisei Dentetsu. Bis 1991 wurde von der Gesellschaft der rund neun Kilometer lange Streckenabschnitt, der für die Narita-Shinkansen am Flughafen errichtet worden war, fertiggestellt und an die Netze von JR East und Keisei angebunden. Dabei wurde auch der Flughafenbahnhof unter dem Terminal 2 fertiggestellt, der fortan von JR EAST für Narita Express (N'EX) und von Keisei für Skyliner genutzt wurde.
Deren Fahrzeit war mit knapp einer Stunde doppelt so lang wie die des zuvor geplanten Narita-Shinkansen, weil die alte Bestandsstrecke historisch bedingt nicht den kürzesten Weg nach Tokio nahm und eine Vielzahl an Kurven keine hohe Geschwindigkeit zuließ. Da sich die JR-Gesellschaften nach ihrer Privatisierung auf andere Projekte konzentrierten, wurde 2002 u. a. von der Flughafengesellschaft Narita die Narita Rapid Rail Access Co. Ltd. (jap. 成田高速鉄道アクセス株式会社) gegründet, um eine direkte, auf 160 km/h ausgelegte Hochgeschwindigkeitsstrecke von Tokio nach Narita zu errichten. Die Bauarbeiten begannen im Jahr 2006 und wurden 2010 abgeschlossen. Von der nun 51,4 km langen Strecke sind 19,1 km Neubaustrecke; ansonsten wurde ein mitgenutzter Abschnitt der Hokusō-Linie ertüchtigt. Die Bestandsstrecken in der Zufahrt auf den Flughafen sowie die unterirdischen Bahnanlagen am Flughafen konnten unverändert genutzt werden. Insgesamt wurden ¥126 Milliarden investiert.

## Betrieb

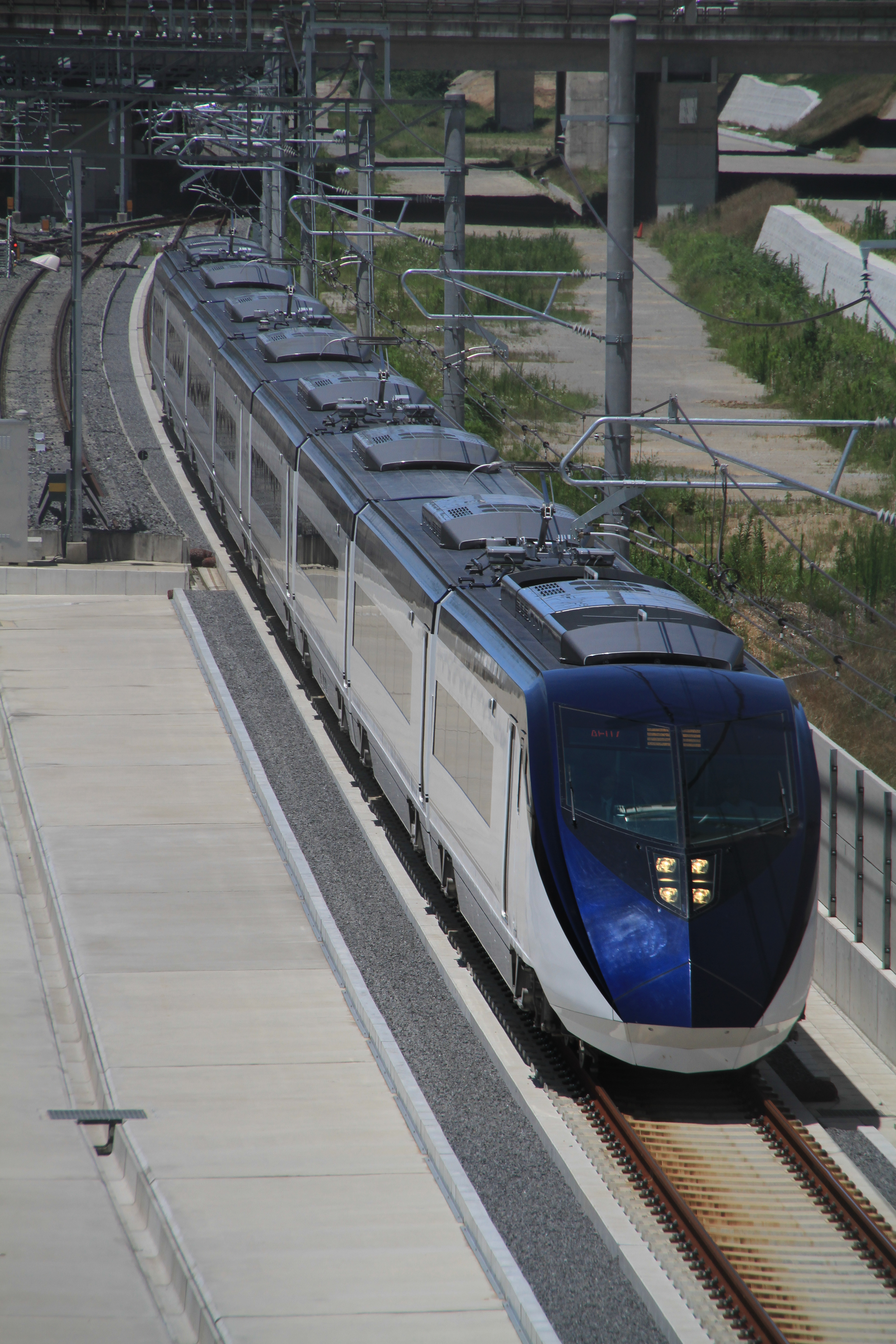
Keisei-Baureihe AE zwischen den Bahnhöfen Imba-Nihon-Idai und Narita-Yukawa

Die Keisei Narita Flughafenlinie wird seit der Eröffnung am 17. Juli 2010 von Keisei unter dem Namen Narita Sky Access vermarktet. Zum Einsatz kommen Züge der Keisei-Baureihe AE, die für die 51,4 km lange Strecke vom Bahnhof Ueno zum Flughafen 41 Minuten benötigen. Den Bahnhof Nippori, wo ein Umstieg zur Yamanote-Linie möglich ist, erreichen die Züge bereits nach 36 Minuten.
Das Premiumangebot auf der Strecke ist weiterhin der Skyliner, der nur an den Flughafenbahnhöfen sowie in Nippori und Ueno hält. Zusätzlich hat Keisei zur Eröffnung der neuen Strecke die Access Express-Verbindung eingeführt, die an allen Unterwegsbahnhöfen hält und neben Ueno ab Aoto über die Oshiage-, Asakusa- und die Keikyū-Flughafenlinie in den Süden Tokios und zum Flughafen Haneda führt.

## Streckenverlauf
| Nr.  | Bahnhof                     | Japanisch            | Access Express | Skyliner | Umsteigemöglichkeiten                              | Ort        | Ort   |
| ---- | --------------------------- | -------------------- | -------------- | -------- | -------------------------------------------------- | ---------- | ----- |
| KS10 | Keisei-Takasago             | 京成高砂             | ●              | ｜       | Keisei-Hauptlinie                                  | Katsushika | Tokio |
| HS05 | Higashi-Matsudo             | 東松戸               | ●              | ｜       | Musashino-Linie                                    | Matsudo    | Chiba |
| HS08 | Shin-Kamagaya               | 新鎌ヶ谷             | ●              | ｜       | Shin-Keisei-Linie Noda-Linie                       | Kamagaya   | Chiba |
| HS12 | Chiba New Town Chūō         | 千葉ニュータウン中央 | ●              | ｜       | Hokusō-Linie                                       | Inzai      | Chiba |
| HS14 | Inba-Nihon-Idai             | 印旛日本医大         | ●              | ｜       | Hokusō-Linie                                       | Inzai      | Chiba |
| KS43 | Narita-Yukawa               | 成田湯川             | ●              | ｜       |                                                    | Narita     | Chiba |
| KS41 | Flughafen Narita Terminal 2 | 空港第2ビル          | ●              | ●        | Narita-Linie (Flughafen-Abzweig) Keisei-Hauptlinie | Narita     | Chiba |
| KS42 | Flughafen Narita            | 成田空港             | ●              | ●        | Narita-Linie (Flughafen-Abzweig)                   | Narita     | Chiba |

● = Zug hält am Bahnhof
｜= Zug hält nicht am Bahnhof